# Finala Cupei României 2017
Finala Cupei României 2017 a fost ultimul meci al Cupei României 2016-2017, care s-a jucat între FC Voluntari și Astra Giurgiu. FC Voluntari a câștigat Cupa României pentru prima oară în istorie.

## Meci

### Detalii
| FC Voluntari                                  | 1-1 (d.p.) (d.p.) | Astra Giurgiu                     |
| --------------------------------------------- | ----------------- | --------------------------------- |
|                                               | Casetă tehnică    |                                   |
| Bălan · Marinescu · Voduț · Ivanovici · Achim | 5–3               | Fabrício · Săpunaru · Seto · Stan |

| FC Voluntari | Astra |

|                   |    |                     |      |     |
|                   |    |                     |      |     |
| GK                | 22 | Dragoș Balauru      |      |     |
| RB                | 24 | Vasile Maftei (c)   |      |     |
| CB                | 28 | Ionuț Balaur        |      |     |
| CB                | 25 | Lucian Cazan        |      | 63' |
| LB                | 87 | Florin Acsinte      |      |     |
| DM                | 08 | Daniel Novac        |      | 76' |
| DM                | 15 | Costin Lazăr        | 80'  |     |
| RM                | 11 | Mihai Căpățînă      | 49'  |     |
| CM                | 20 | Laurențiu Marinescu |      |     |
| LM                | 59 | Doru Popadiuc       |      | 46' |
| FW                | 90 | Adrian Bălan        | 114' |     |
| Substitutes:      |    |                     |      |     |
| CM                | 07 | Petre Ivanovici     | 52'  | 46' |
| RB                | 02 | Cosmin Achim        |      | 63' |
| FW                | 09 | Mihai Voduț         |      | 76' |
| Manager:          |    |                     |      |     |
| Claudiu Niculescu |    |                     |      |     |

|                 |    |                    |      |     |
|                 |    |                    |      |     |
| GK              | 01 | Silviu Lung Jr.    |      |     |
| RB              | 77 | Alexandru Stan     | 106' |     |
| CB              | 22 | Cristian Săpunaru  | 88'  |     |
| CB              | 04 | Fabrício           |      |     |
| LB              | 13 | Júnior Morais (c)  |      |     |
| DM              | 08 | Takayuki Seto      |      |     |
| DM              | 20 | Florin Lovin       |      | 79' |
| RW              | 31 | Alexandru Ioniță   |      |     |
| AM              | 10 | Constantin Budescu |      |     |
| LW              | 80 | Filipe Teixeira    |      | 62' |
| FW              | 09 | Sergiu Buș         | 63'  | 75' |
| Substitutes:    |    |                    |      |     |
| LM              | 17 | Viorel Nicoară     |      | 62' |
| FW              | 11 | Daniel Florea      |      | 75' |
| DM              | 71 | Andrei Pițian      |      | 79' |
| Manager:        |    |                    |      |     |
| Marius Șumudică |    |                    |      |     |

| Omul meciului - Cosmin Achim (FC Voluntari) Arbitri - Arbitru asistent: - Vasile Marinescu - Mircea Grigoriu - Al patrulea oficial: - Alexandru Tudor | Regulile meciului - 90 de minute. - 30 de minute de prelungiri dacă este necesar. - Penaltiuri după 120 de minute. - Șapte jucători pe banca de rezervă. - Maxim trei înlocuiri. |

## Legături externe
- Finala Cupei României 2017 pe site-ul Federației Române de Fotbal